# Bagnols-en-Forêt
Bagnols-en-Forêt (provenzalisch Banhòus oder Bagnòu) ist eine französische Gemeinde mit 3.049 Einwohnern (Stand 1. Januar 2022) im Département Var in der Region Provence-Alpes-Côte d’Azur.

## Geografie
Bagnols-en-Forêt liegt auf Ausläufern des Esterelgebirges. Der Name des Ortes spiegelt seine Lage in einem über 4290 Hektar ausgedehnten Waldgebiet wider. In verwaltungsrechtlicher Hinsicht ist die Gemeinde dem Kanton der 18 km entfernten Stadt Fréjus zugeordnet.

## Klima
Bagnols-en-Forêt erfreut sich vor allem in der Übergangszeit eines sehr angenehmen Klimas. Die Winter können im unteren Teil des Dorfes und in der Talebene sehr streng und kalt sein, in den Sommermonaten sind dort die Maximaltemperaturen von teilweise über 35 Grad Celsius meist ausgesprochen trocken und heiß. Der obere Ortsteil liegt an Hängen zwischen Wald und Meer, was zu einem Mikroklima führt, das der Côte d’Azur in seiner Milde und Ausgeglichenheit entspricht.
Die Hochebene mit Eichen und Pinien bewachsen garantiert gute Feuchtigkeitsbedingungen, weswegen es im Ort nur geringe Waldbrandgefahr und selten Wassermangel gibt.

## Geschichte
Seit dem Jahr 909 ist mit Urkunden in der Abtei Cluny die Existenz des Ortes belegt. 
Im 11. Jahrhundert wurde auf den Grundmauern einer gallorömischen Villa die heute als Monument historique geschützte Kapelle Saint-Denis errichtet. Ein Fresko aus der Entstehungszeit der Kapelle stellt die Wiederbesiedelung des Ortes dar. Nach Urkunden im Kloster Lérins wurde Castrum de Banholis 1392 zerstört. 80 Jahre später ließ Urban von Fliscom, der von Papst Sixtus IV. zum Bischof von Fréjus bestellt wurde, dreißig Familien aus Pieve di Teco in Italien – heute Partnerstadt der Gemeinde – in Bagnols-en-Forêt ansiedeln, das zu seinem Herrschaftsbereich zählte.
Auch die Kapelle Notre-Dame wurde auf den Fundamenten einer verfallenen gallorömischen Villa des ersten Jahrhunderts errichtet. Notre-Dame entstand 1560, seit 1729 feiern die Bewohner Bagnols die Jungfrau Maria mit einer Prozession zur Kapelle.
Die Kapelle Saint-Antoine entstand 1660 an einem die Thermen genannten Platz. Eine Quellbach durchfließt den umgebenden Ortsteil. Die Kapelle Sainte-Anne wurde kurz zuvor, im Jahr 1654 durch einen Jean Vigneron gestiftet, der damit Ludwig XIV. für den Erhalt der französischen Staatsangehörigkeit danken wollte.
Die Pfarrkirche Saint-Antonin wurde 1704 am höchsten Punkt des Ortes an Stelle einer ehemaligen Kapelle errichtet, die dem gleichen Heiligen gewidmet war. 

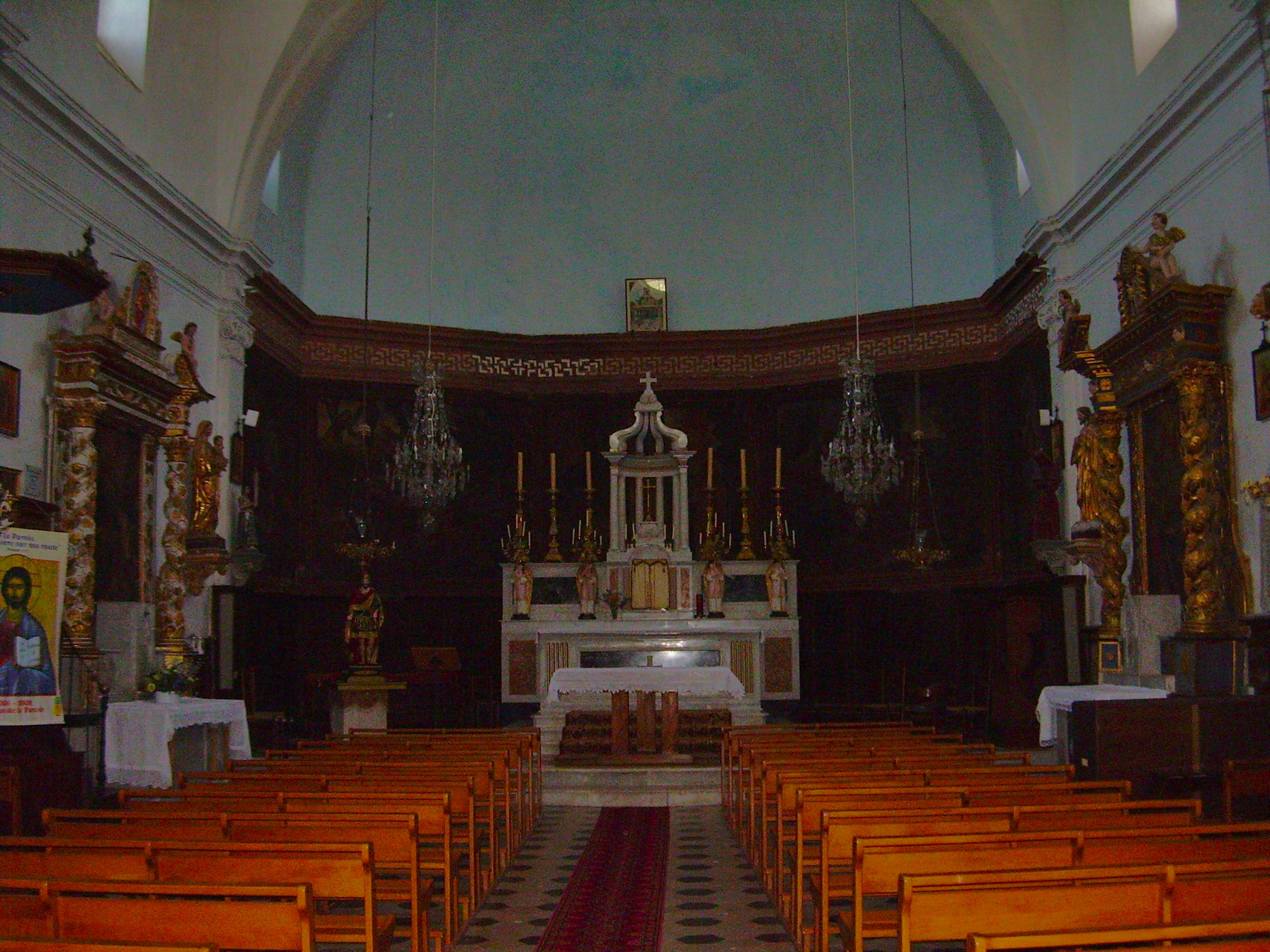
Kirche Saint-Antonin
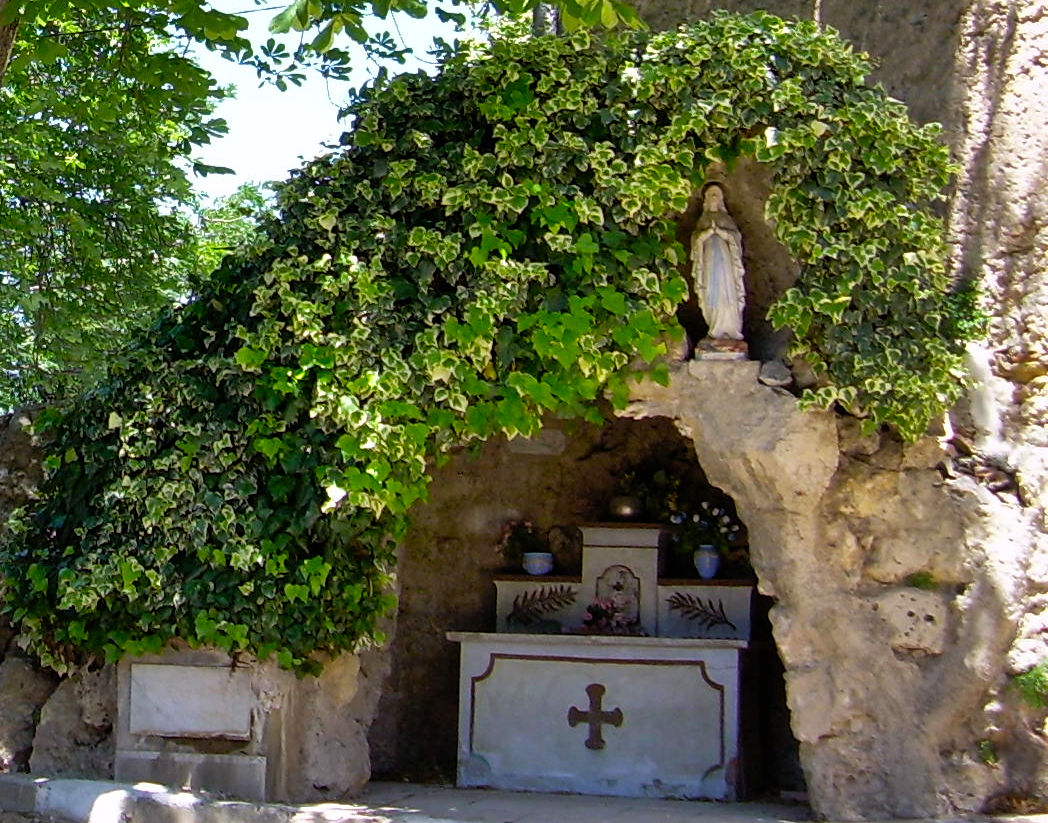
Rathaus
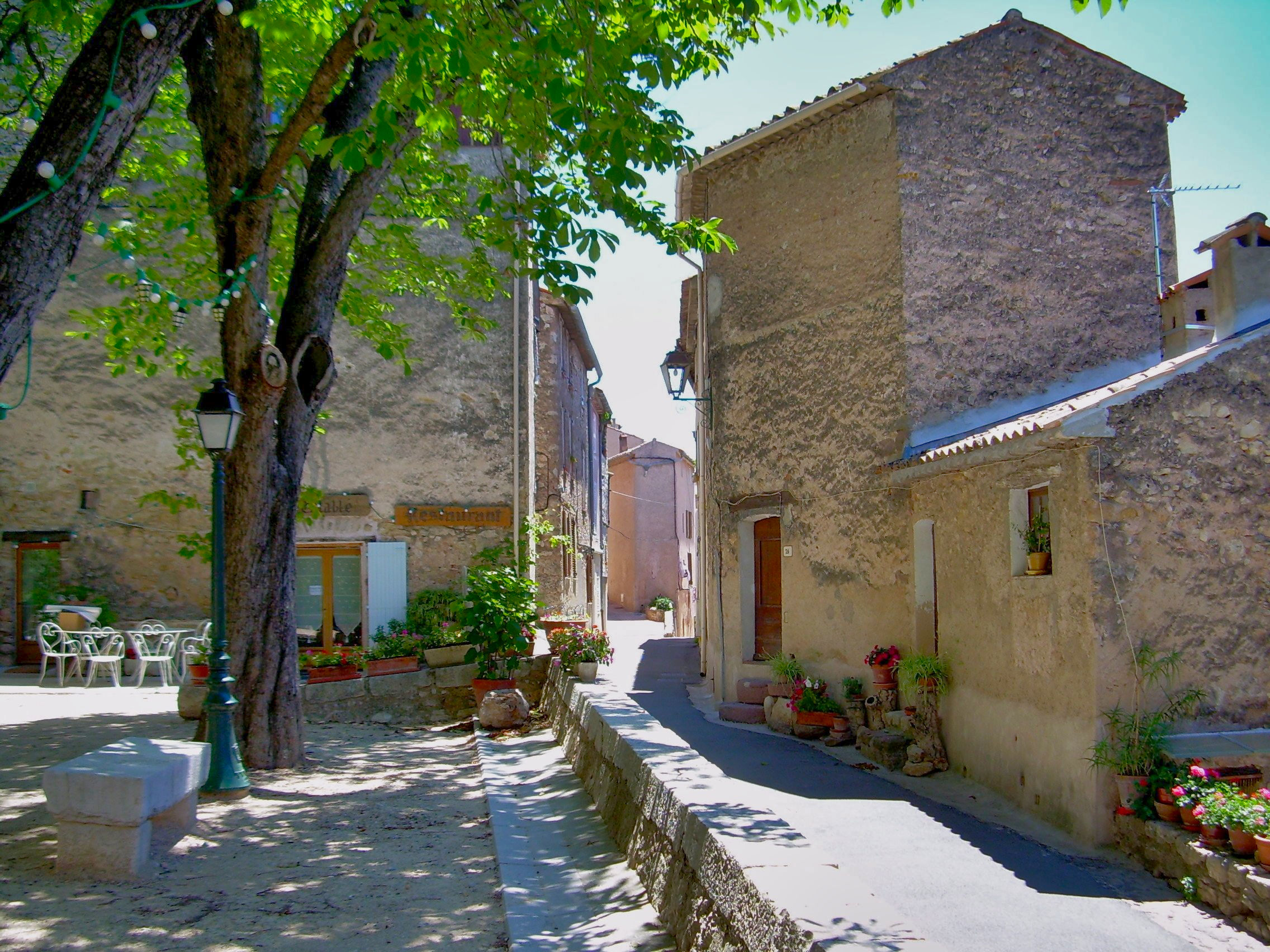
Straße im Ort
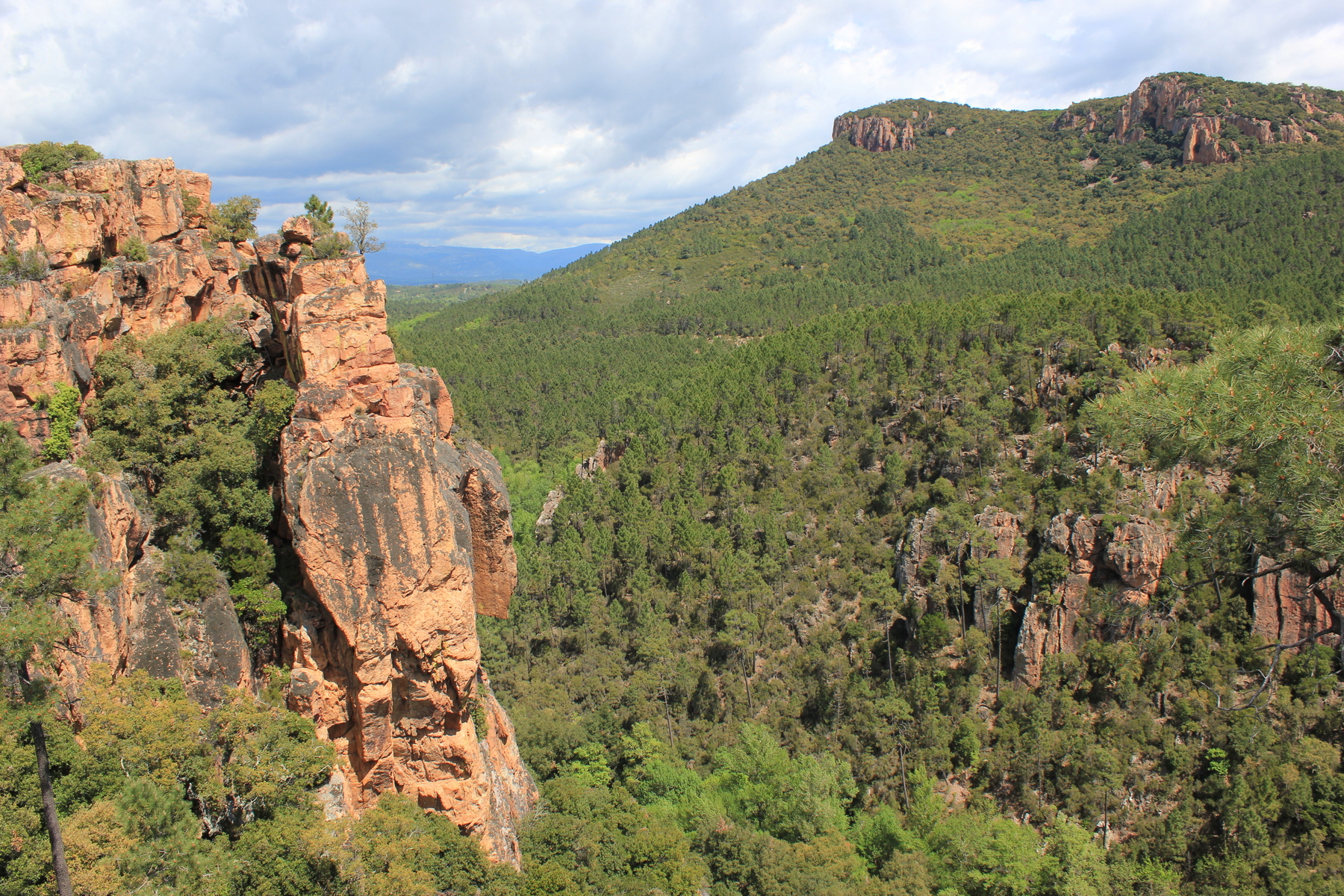
Schlucht des Blavet bei Bagnols

## Städtepartnerschaften
Bagnols-en-Forêt unterhält seit 1990 eine Städtepartnerschaft mit Pieve di Teco in der italienischen Provinz Imperia.

## Bevölkerung
| Jahr      | 1962 | 1968 | 1975 | 1982 | 1990  | 1999  | 2008  |
| --------- | ---- | ---- | ---- | ---- | ----- | ----- | ----- |
| Einwohner | 560  | 562  | 682  | 889  | 1.274 | 1.669 | 2.283 |